# Moteng
Moteng is een bestuurslaag in het regentschap Sumbawa Barat van de provincie West-Nusa Tenggara, Indonesië. Moteng telt 663 inwoners (volkstelling 2010).